# Список президентів Індонезії
Президент Республіки Індонезія (індонез. Presiden Republik Indonesia) — виборний глава держави Індонезія. Посада президента уведена в 1945 році одночасно з проголошенням незалежності країни.

## Історія
Перший президент Сукарно разом з віцепрезидентом Мохамадом Хатта був обраний 18 серпня 1945 на засіданні Дослідницького комітету з підготовки індонезійської незалежності, відповідно до розробленої Дослідницьким комітетом конституцією країни. Відповідно до початкового тексту конституції, президент був одночасно головою держави і уряду, проте 14 листопада 1945 був введений пост прем'єр-міністра, який отримав частину повноважень президента.
У 1950 році була прийнята нова тимчасова конституція Індонезії, згідно з якою повноваження президента значно скорочувалися, фактично посада президента стала церемоніальною. Однак 9 липня 1959 президент Сукарно своїм указом відновив дію конституції 1945 року з деякими змінами, відповідно до якої президент, що обирається Народним консультативним конгресом (НКК — індонезійським парламентом), отримав значні повноваження. Він став головою держави, уряду, верховним головнокомандувачем Збройними силами, отримав право розпускати парламент у будь-який час, а також призначати його депутатів.
18 травня 1963 НКК обрав Сукарно довічним президентом Індонезії. Після спроби державного перевороту, розпочатої групою офіцерів 30 вересня 1965, влада почала переходити до генерала Сухарто, що відіграв велику роль при придушенні цього заколоту. У 1966 НКК позбавив Сукарно титулу довічного президента, а 12 березня 1967 обрав замість нього на посаду президента Сухарто.
У період правління Сухарто президент, згідно з конституцією, обирався НКК на п'ять років разом з віцепрезидентом. У 2004 році були прийняті поправки до конституції, згідно з якими президент обирається разом з віцепрезидентом на п'ять років на вільних виборах. 
Умовні позначення:
| # | Президент                   | Президент              | Початок повноважень  | Закінчення повноважень | Партія                                                         | Віцепрезидент | Віцепрезидент         |
| - | --------------------------- | ---------------------- | -------------------- | ---------------------- | -------------------------------------------------------------- | ------------- | --------------------- |
| 1 |                             | Сукарно                | 18 серпня 1945 року  | 12 березня 1967 року   | Безпартійний (Неофіційний лідер Національної партії Індонезії) |               | Мохаммад Хатта        |
| 1 | Посада вакантна (1956-1972) | Сукарно                | 18 серпня 1945 року  | 12 березня 1967 року   | Безпартійний (Неофіційний лідер Національної партії Індонезії) |               |                       |
| 2 |                             | Сухарто                | 12 березня 1967 року | 21 травня 1998 року    | Голкар                                                         |               |                       |
| 2 |                             | Сухарто                | 12 березня 1967 року | 21 травня 1998 року    | Голкар                                                         |               |                       |
| 2 | Хаменгкубувоно IX           | Сухарто                | 12 березня 1967 року | 21 травня 1998 року    | Голкар                                                         |               |                       |
| 2 | Адам Малик                  | Сухарто                | 12 березня 1967 року | 21 травня 1998 року    | Голкар                                                         |               |                       |
| 2 | Умар Вирахадикусума         | Сухарто                | 12 березня 1967 року | 21 травня 1998 року    | Голкар                                                         |               |                       |
| 2 | Судармоно                   | Сухарто                | 12 березня 1967 року | 21 травня 1998 року    | Голкар                                                         |               |                       |
| 2 | Три Сутрисно                | Сухарто                | 12 березня 1967 року | 21 травня 1998 року    | Голкар                                                         |               |                       |
| 2 | Бухаруддин Юсуф Хабібі      | Сухарто                | 12 березня 1967 року | 21 травня 1998 року    | Голкар                                                         |               |                       |
| 3 |                             | Бухаруддин Юсуф Хабібі | 21 травня 1998 року  | 20 жовтня 1999 року    | Голкар                                                         |               | Посада вакантна       |
| 4 |                             | Абдуррахман Вахід      | 20 жовтня 1999 року  | 23 липня 2001 року     | Партія національного пробудження                               |               | Мегаваті Сукарнопутрі |
| 5 |                             | Мегаваті Сукарнопутрі  | 23 липня 2001 року   | 20 жовтня 2004 року    | Демократична партія боротьби Індонезії                         |               | Хамза Хаз             |
| 6 |                             | Сусіло Бамбанг Юдойоно | 20 жовтня 2004 року  | 20 жовтня 2014 року    | Демократична партія                                            |               | Юсуф Калла            |
| 6 | Будіоно                     | Сусіло Бамбанг Юдойоно | 20 жовтня 2004 року  | 20 жовтня 2014 року    | Демократична партія                                            |               |                       |
| 7 |                             | Джоко Відодо           | 20 жовтня 2014 року  | Нині на посаді         | Демократична партія боротьби Індонезії                         |               | Юсуф Калла            |
| 7 | Ма'руф Амін                 | Джоко Відодо           | 20 жовтня 2014 року  | Нині на посаді         | Демократична партія боротьби Індонезії                         |               |                       |